# La Rosa por Italia
La Rosa por Italia (La Rosa per Italia) es un partido político italiano democristiano y de centro. También es conocido como La Rosa Blanca (La Rosa Bianca) y Movimiento Popular Federativo Cívico (Movimento Popolare Federativo Civico).

## Historia
El 30 de enero de 2008, Bruno Tabacci y Mario Baccini anunciaban su salida de la Unión de los Demócratas Cristianos y de Centro (UDC) para formar un nuevo partido de centro; el 8 de febrero se fundó la Rosa Blanca.
El partido surgió justo después de la caída del segundo gobierno de Romano Prodi. Tabacci Baccini y quería apoyar la formación de un gobierno dirigido por Franco Marini, que aprobaría una nueva ley electoral en el modelo alemán. El líder de UDC Pier Ferdinando Casini prefería que se celebrara nuevas elecciones, al igual que la coalición de centro-derecha Casa de las Libertades.
Muchas personalidades se unieron al nuevo partido, sobre todo Savino Pezzotta (exdirigente de la Confederación Italiana de Sindicatos de Trabajadores), que fue nombrado presidente, así como Gerardo Bianco y Alberto Monticone (Italia Popular), Gian Guido Folloni (un exministro), Elvio Ubaldi (exalcalde de Parma), Gianni Rivera y Beniamino Donnici (ambos diputados). Tabacci y Baccini intentaron sin éxito reclutar a Antonio Di Pietro y su partido Italia de los Valores, a Luca Cordero di Montezemolo y Mario Monti.
El 28 de febrero de 2011, el partido decidió formar listas conjuntas junto a UDC para las siguientes elecciones generales, bajo el nombre de Unión del Centro (UdC). El 11 de marzo, tanto Bianco y Monticone abandonaron el partido, reincorporándose a Italia Popular. Rivera y Donnici se marcharon también. En las elecciones, la UdC obtuvo el 5,6% de los votos y 36 diputados, entre ellos Baccini, Tabacci y Pezzotta.
Unas semanas después de la elección, Baccini anunció su voto de confianza al gobierno de Silvio Berlusconi y su renuncia de la secretaria del partido. Fue sustituido así por Tabacci, quien también dejó en 2009 para poner en marcha Alianza por Italia (API). Desde entonces, el partido ha sido una corriente dentro de UdC ligada a Pezzotta.